# Fernando Carvalho
Alberto Fernando Carvalho Oliveira (5 februari 1965) was een van de belangrijker Portugese wielrenners in de late jaren 80 en de vroege jaren 90. Hij kwam uit voor het Lousa-Trinaranjus-Akai team en later voor het Ruquita-Philips-Feirense team.
Carvalho was een allrounder die zowel bergop goed meekon maar ook in tijdritten en massasprints. Hij was een sterke afdaler.
Als leider van het Ruquita team werd hij een bekend wielrenner in Spanje al vierde hij zijn grootste overwinningen in Portugal. Zo won hij de Ronde van Alentejo in 1989, de Ronde van de Algarve in 1989 en 1990 en de Ronde van Portugal in 1990.
Nadat hij in 1994 stopte met wielrennen begon Carvalho een wielerschool. Ook heeft hij een eigen kledinglijn voor wieler- en triatlonkleiding.

## Resultaten in voornaamste wedstrijden
| Jaar | Ronde van Italië | Ronde van Frankrijk | Ronde van Spanje |
| ---- | ---------------- | ------------------- | ---------------- |
| 1991 |                  |                     | opgave           |
| 1992 |                  |                     |                  |

| Jaar |  | WK op de weg |
| ---- |  | ------------ |
| 1991 |  |              |
| 1992 |  | 76e          |